# Stefan Römer
Stefan Römer (* 11. März 1960 in Katzenelnbogen) ist ein deutscher Künstler und Autor.

## Biographie
Von 1986 bis 1991 studierte Stefan Römer Kunstgeschichte, Ethnologie und Vergleichende Religionswissenschaften in Bonn, Köln und Berlin, und arbeitete seit 1991 freiberuflich als Künstler und Journalist. Stefan Römer schreibt unter anderem für Kunstforum, Texte zur Kunst, Spex, Frieze, taz, Camera Austria, Springerin und Konkret zu Themen wie Kunst oder Kulturtheorie; bisherige Schwerpunkte waren beispielsweise Künstlerische Strategien des Fake und die Kritik von Original und Fälschung, Präsentationsweisen zeitgenössischer Kunst, die neuen Werte von privater Öffentlichkeit und neuem Konsum als kapitalistischem Selbstzweck oder die Selbstorganisation an Kunsthochschulen. Er war Herausgeber des Fanzines „Nervenpolaroid“ in den 1980er Jahren und Mitherausgeber des Münchener Künstlermagazins terrain vague (2003 bis 2009). 1994 gründete er die Gruppe FrischmacherInnen.
1998 wurde er an der Humboldt-Universität zu Berlin mit Der Begriff des Fake promoviert (Gutachter: Horst Bredekamp). Von November 1999 bis 2002 arbeitete er an der Kunsthochschule für Medien Köln mit dem Forschungsprojekt: Informatik, Kunsttheorie und künstlerische Praxis der digitalen Bildmedien. Von 2003 bis 2009 war er Professor für Neue Medien an der Akademie der Bildenden Künste München, Gastdozent seit 2007 am Kulturwissenschaftlichen Institut der Leuphana Universität Lüneburg und ab 2010 u. a. an der Universität der Künste Berlin, der Akademie der Bildenden Künste Nürnberg und der HBK Braunschweig.

## Auszeichnungen
- 2000: Preis für Kunstkritik des Arbeitskreises deutscher Kunstvereine

## Werke in öffentlichen Sammlungen
- Deutscher Künstlerbund, Berlin
- Mercedes-Benz Art Collection, Stuttgart
- Emami Chisel Art, Kolkata
- Rhona Hoffman, Chicago
- Harald Falckenberg, Hamburg
- Kunstsammlung Nordrhein-Westfalen, Düsseldorf
- Migros Museum Für Gegenwartskunst, Zürich
- Van Abbemuseum, Eindhoven
- Herbert Foundation, Gent
- Artothek NBK, Berlin
- Zentral- und Landesbibliothek Berlin
- ZKM, Karlsruhe

### Veröffentlichungen
- Fake als Original. Ein Problem für die Kunstkritik. Internationaler Kunstkritikerverband (AICA), Köln 1999, ISBN 3-9805962-6-5.
- Künstlerische Strategien des Fake – Kritik von Original und Fälschung. DuMont, Köln 2001, ISBN 3-7701-5532-7.
- Corporate Psycho Ambient. Fotobuch mit Texten von Amit Mukhopadhyay und Clemens Krümmel. Schaden, Köln 2001, ISBN 3-932187-26-1.
- Corporate Psycho Ambient. The (never ending) movie. dt./engl. Filmskript zu dem gleichnamigen Film (1999), Text von: Marie-Luise Angerer, Come back to daddy! Experience! The Foto Biennale Rotterdam. Köln/ Rotterdam 2003, ISBN 3-934177-09-3.
- Begegnungen mit Deutschen/ Encounters with Germans. dt./engl. Fotos und Texte. revolver Verlag, Frankfurt am Main 2003, ISBN 3-936919-65-8.
- Temporary Architectures/ Temporäre Architekturen. Fotobuch. Schaden, Köln 2005, ISBN 3-932187-48-2.
- Berichte aus dem Conceptual Paradise/Reports from the Conceptual Paradise. mit 56 KünstlerInnen. Silke Schreiber Verlag, München 2007, ISBN 978-3-88960-079-0.
- Inter-esse. Merve Verlag, Berlin 2014, ISBN 978-3-88396-333-4.
- DeConceptualize – Zur Dekonstruktion des Konzeptuellen in Kunst, Film, Musik. Verlag Hatje Cantz, Berlin 2022, ISBN 978-3-7757-5023-3.

### Filme (Auswahl)
- Gesichter in der Wand, in der Luft, Videoclip, 1986.
- Der Weg der Heilung, Performance-Videodokumentation, Ballhaus-Disco, Bonn 1989.
- Kunststandort Köln? Video-Interviews auf der UnFair, 1993.
- Funky Expedition, für FrischmacherInnen (von und mit Annette Weisser, Uwe Hofmann, Stefan Römer), Videoclip Architekturanalyse, 5 min, 1995.
- Tomorrow is another day (Die gespielte Kunstkritik), mit Stephan Dillemuth u. a., Video, 10 min., 1996.
- The Analysis of Beauty, Videomontage aus 88 Diapositiven (1993–98), ca. 10 min., 1998, auf DVD: Graw Böckler, Loop pool, 2005.
- Corporate Psycho Ambient, Super8-Film, 19:30 min., 1999, DVD bei: 235 media, Köln 2004.
- Conceptual Paradise, Dokumentarfilm, Dauer: 110 min., 2005.
- Black Desert, 2 min., Video, Super 8 Film, Animation, 2007.
- Boulevard of Illusions – Learning from Novi Beograd, Dokumentarfilm, 25 min., 2007.
- People in Belgrade (passing Rezime Caffe), Videomontage aus 120 Fotografien, 6 min., 2007.
- ReCoder of Life, Experimentalfilm, 14:19, 2019

### Sound
- Die Erweiterung des Alphabets, Single, LAUREL productions 1988, Vertrieb: a-musik, Köln
- normaler Bürger (stanley), MC, 13 Stücke, Tapesports, Köln 2007
- Stan Back, The Ups and Downs of a Hermeneutical Transvestite, CD, 2011
- Stan Back & The Noise Glam, nervous politics, EP, 2015
- Deconceptual Voicings – SCREAM, zusammen mit Marc Matter, Label: Slimvolume (London) and Mount Analogue (Stockholm), 2019
- Deconstructivist Sound, Label: Corvo Records, 2020
- SIX GUN SHOTS, Label: Corvo Records, 2021
- ReCoder SOUND, Label: Corvo Records, 2022